# Microsoft Anti-Virus
Microsoft Anti-Virus byl antivirový program společnosti Microsoft pro operační systém MS-DOS. Program se poprvé objevil v MS-DOS 6.0 a naposledy ve verzi 6.22. První verze programu byla značně primitivní, neumožňovala aktualizace a uměla najít pouze asi 1000 virů. Součástí balíku byl i Microsoft Anti-Virus for Windows (MWAV), který byl určen pro Windows 3.x.
Během testování program vytvářel v každém adresáři soubory s názvem CHKLIST.MS obsahující kontrolní údaje umožňující rozpoznat případné změny v souborech napadených virem.

## Historie
Microsoft Anti-Virus byl dodán společností Central Point Software Inc. (později zakoupenou společností Symantec v roce 1994 a integrovanou do produktu Symantec Norton AntiVirus) a byl stahovanou verzí produktu Central Point Anti-Virus (CPAV), který Central Point Software Inc. , má licenci od Carmel Software Engineering v Haifě v Izraeli. Společnost Carmel Software prodala produkt jako Turbo Anti-Virus doma i v zahraničí.Microsoft Anti-Virus pro Windows byl také poskytován společností Central Point Software.

## Funkce
MSAV představoval strategii „Detekce a čištění“ a detekci spouštěcího sektoru a virů typu trojského koně (které byly v té době typickými virovými problémy). Program měl také funkci anti-stealth a check sum, která mohla být použita k detekci jakýchkoli změn v normálních souborech. Tato technologie měla nahradit nedostupnost pravidelných aktualizačních balíčků. Konečná aktualizace MSAV byla vydána v červnu 1996 společností Symantec. Tato aktualizace přidala schopnost detekovat polymorfní viry a definice virů byly aktualizovány tak, aby bylo zkontrolováno celkem 2 371 virů.